# Te vàng
Vanellus cinereus là một loài chim trong họ Charadriidae.

## Chú thích

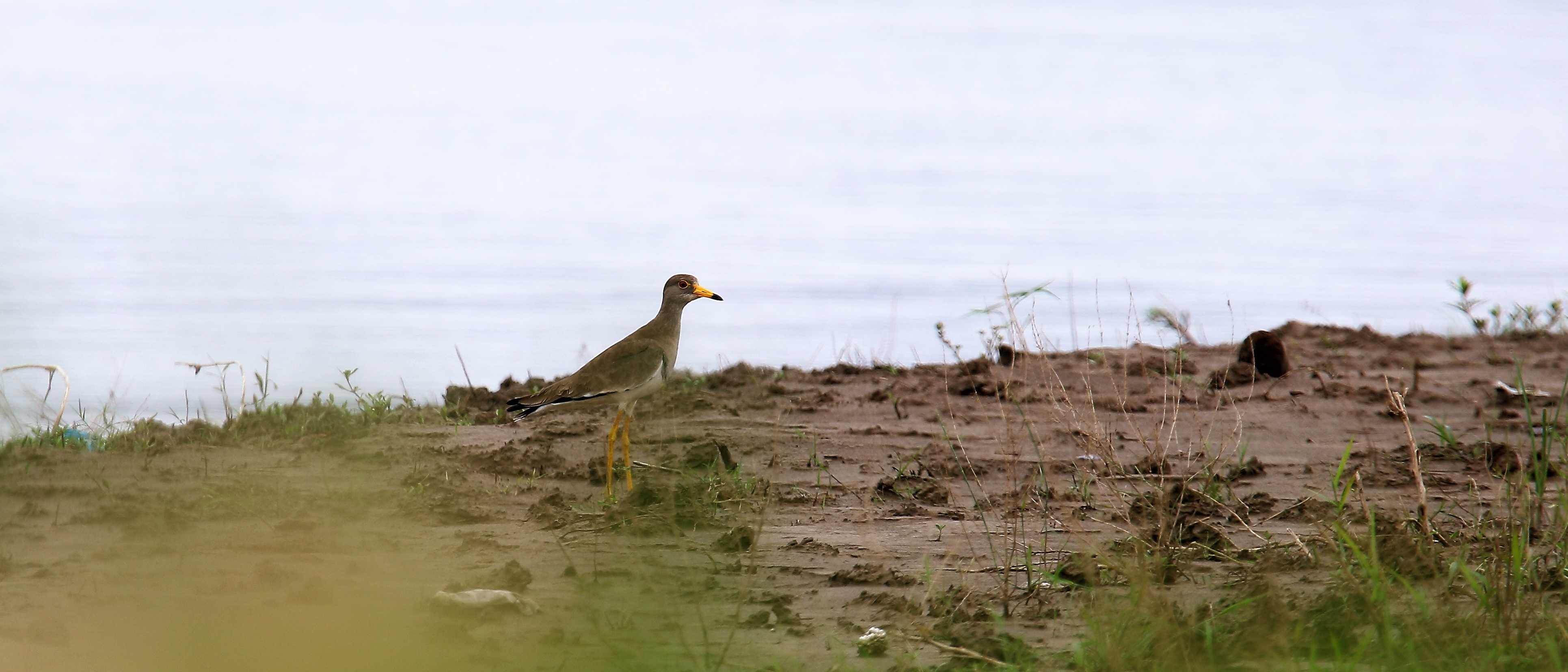
Te vàng